# Zhang Gaoli
En xinès Zhang es el cognom i Gaoli el nom.

Zhang Gaoli (en xinès: 张高丽) (1946 Jinjiang), polític xinès, es el primer dels quatre viceprimers Ministres del govern de la Xina (2017).

## Biografia
Va néixer el novembre de 1946 a Jinjiang, província de Fujian a la costa est de la Xina en una família humil on el seu pare va morir quan Zhang només tenia 10 anys i la seva mare va haver de mantenir una família amb cinc fills. Va estudiar a l'escola Qiaosheng de Jingjiang, però durant la Revolució Cultural la seva escolarització va quedar suspesa; més tard va poder estudiar i obtenir la titulació de Diplomat en Ciències Estadístiques pel Departament d'Economia de la Universitat de Xiamen.
Es va unir al Partit Comunista Xinès l'any 1973 i va ser Secretari General de la Lliga de la Joventut Comunista de la Xina.
Una part de la seva carrera professional i política l'ha desenvolupat dins l'empresa "Guandong Maoming Petroleum Company" de Canton dependent del Ministeri del Petroli, Inicialment com a tècnic en el departament de logística (1970-1971) i posteriorment en diferents llocs de gestió, fins a ocupar el lloc de director i també com a secretari del comitè del Partit (1971-1985).
Després de la seva amplia estada a la companyia Maoming Petroleum, Zhang ha ocupat càrrecs polítics en diverses províncies xineses. L'any 1985 va ser nomenat responsable de la Comissió econòmica de la província de Guangdong. En aquesta província va ocupar el càrrec de governador entre 1988 fins al 1997. De Guangdong va passar a Shenzhen com a Secretari del Partit (1997-2001), després a Shandong com a governador, i el 2007 responsable polític de la municipalitat autònoma de Tianjin.
A Zhang se'l ha situat dins el grup de polítics propers a Jiang Zemin, partidaris de reformes econòmiques i de l'economia de mercat sota el control del Partit però sense massa implicacions polítiques.
Entre els anys 2012 i 2017 ha estat membre del Comitè Permanent del Buró Polític del Partit Comunista de la Xina.
Al novembre de 2021, la tenista xinesa Peng Shuai va realitzar una acusació d'abús sexual contra Zhang en una declaració al portal Weibo. El seu post va ser censurat en tractar-se de la primera acusació contra un dels líders xinesos.